# Kateryna Kuryszko
Kateryna Serhiiwna Kuryszko, po mężu Nahirna (ukr. Катерина Сергіївна Куришко, po mężu Нагірна, ur. 12 kwietnia 1949 w Wepryku) – radziecka kajakarka (Ukrainka). Złota medalistka olimpijska z Monachium.

## Kariera sportowa
Igrzyska w 1972 były jej jedyną olimpiadą i odniosła na nich największy sukces w karierze, triumfując w dwójkach. Partnerowała jej Ludmiła Pinajewa.